# Habitatge al carrer Sant Pere, 48
L'Habitatge al carrer Sant Pere, 48 és una obra de Vic (Osona) inclosa a l'Inventari del Patrimoni Arquitectònic de Catalunya.

## Descripció
Casa mitgera de planta baixa i tres pisos. A la planta hi ha dos portals de pedra (força salinada), un de més petit i l'altre més ample datat del 2770. Al primer pis s'hi obren finestres i una fornícula amb St. Pere portant les claus, la qual és protegida per un vidre. Al segon pis s'hi obre un balcó i una finestra i al tercer dues finestres. La casa guarda poca simetria, i és coberta a dues vessants i el ràfec decorat per una cornisa. L'estat de conservació és mitjà.
Aquest edifici ha estat enderrocat, actualment és un solar.

## Història
La casa té interès per la fornícula que s'obre en la façana, amb el patró del carrer, que duu el mateix nom de l'antic raval que començà a formar-se al segle xiii prop de l'antiga torre d'Amposta i en els desapareguts camps de Letrans. El seu creixement fou degut a la creació d'obres públiques i assistencials i també per l'establiment del camí de Barcelona quan Jaume I, al 1274, substituir el carrer de Sant Francesc pel de Sant Pere i més tard s'hi bastir el pont Pedrís sobre el Mèder. Al llarg de la història ha estat un carrer important per l'establiment de l'hospital, el convent dels Trinitaris, durant la revolta dels Segadors, però, avui sembla viure d'esquena a la modernització i restauració dels altres nuclis urbans.